# Oncidium portillae
Oncidium portillae är en orkidéart som beskrevs av Willibald Königer. Oncidium portillae ingår i släktet Oncidium och familjen orkidéer. Inga underarter finns listade i Catalogue of Life.